# St. Pankratius (Ossum)

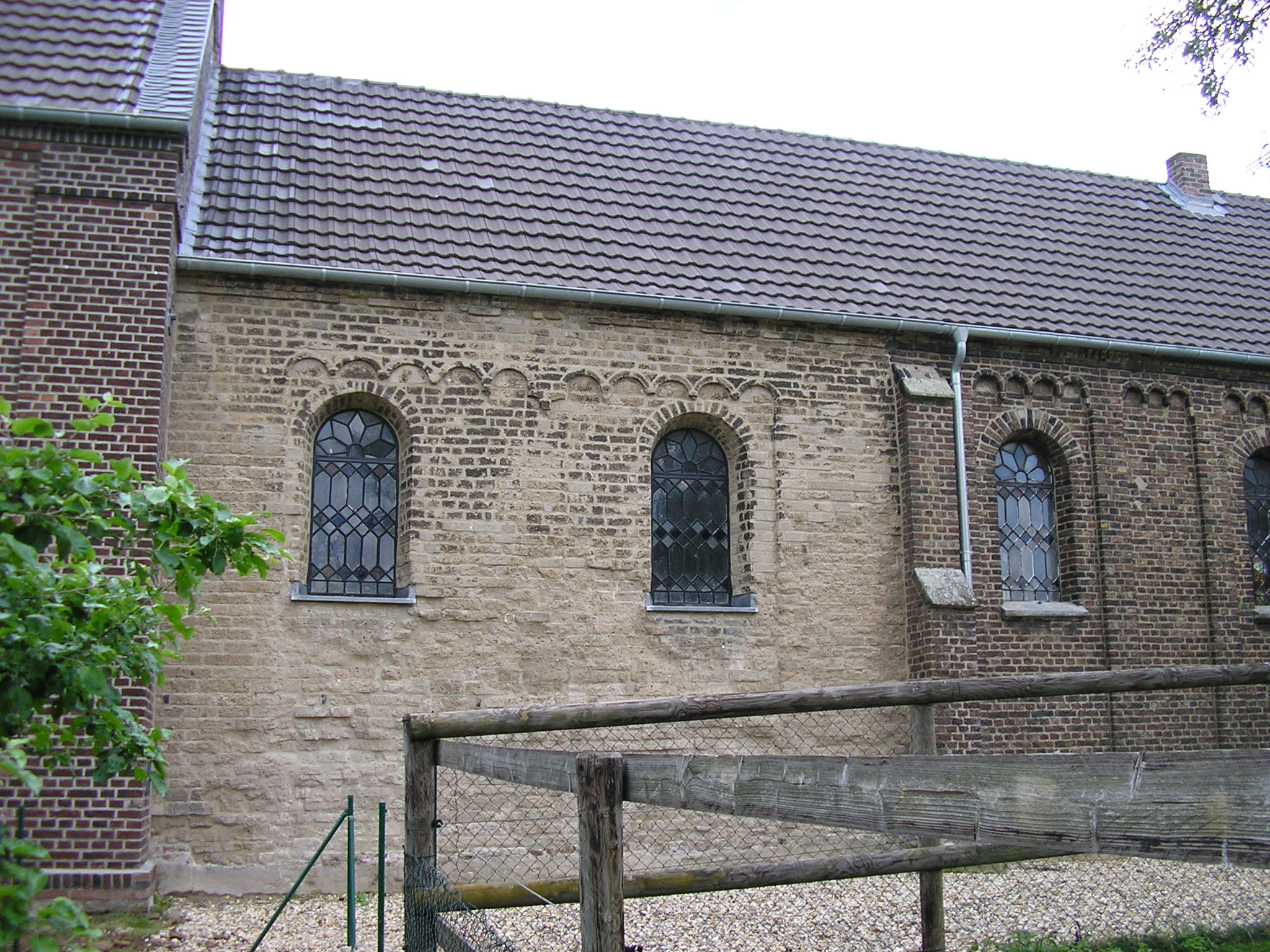
St. Pankratius, das romanische Langhaus

St. Pankratius ist eine im Kern romanische römisch-katholische Kapelle in Ossum-Bösinghoven, einem Ortsteil der Stadt Meerbusch im Rhein-Kreis Neuss.

## Geschichte
Die Kapelle entstand im 12. Jahrhundert als Eigenkirche eines Hofes der Grafen von Kleve, des sogenannten Grevenhofes. Urkundliche Erwähnung findet sich erstmals im Jahr 1186, römische Handmühlsteine, die als Spolien im alten Chor der Kapelle vermauert waren sowie karolingische Funde im Umfeld deuten jedoch auf ein weit höheres Alter der Besiedlung im Umfeld des Hofes hin. 1388/92 fiel der Hof an die Kölner Kurfürsten und wurde später als Herbertzhof bekannt, nach einer Pächterfamilie des 17./18. Jahrhunderts. Anders als andere Eigenkirchen der Region hat sich St. Pankratius niemals zur selbstständigen Pfarrkirche entwickelt, sondern blieb Filiale von St. Stephanus zu Lank. Als deren Patron war das Stift Kaiserswerth Zehntherr in Ossum.
1868 war der romanische Chor so baufällig, dass er niedergelegt und durch einen neuen neoromanischen Polygonalchor ersetzt werden musste. Das Ansteigen der örtlichen Bevölkerung machte nach 1900 eine Erweiterung der Kapelle notwendig, die 1911 nach Westen unter Beibehaltung des romanischen Langhauses erfolgte. Der Provinzialkonservator Paul Clemen setzte dabei durch, dass der Neubau sich äußerlich sichtbar vom romanischen Baubestand mit seinen zwei großen Blenden mit Rundbogenfries absetzen müsse.

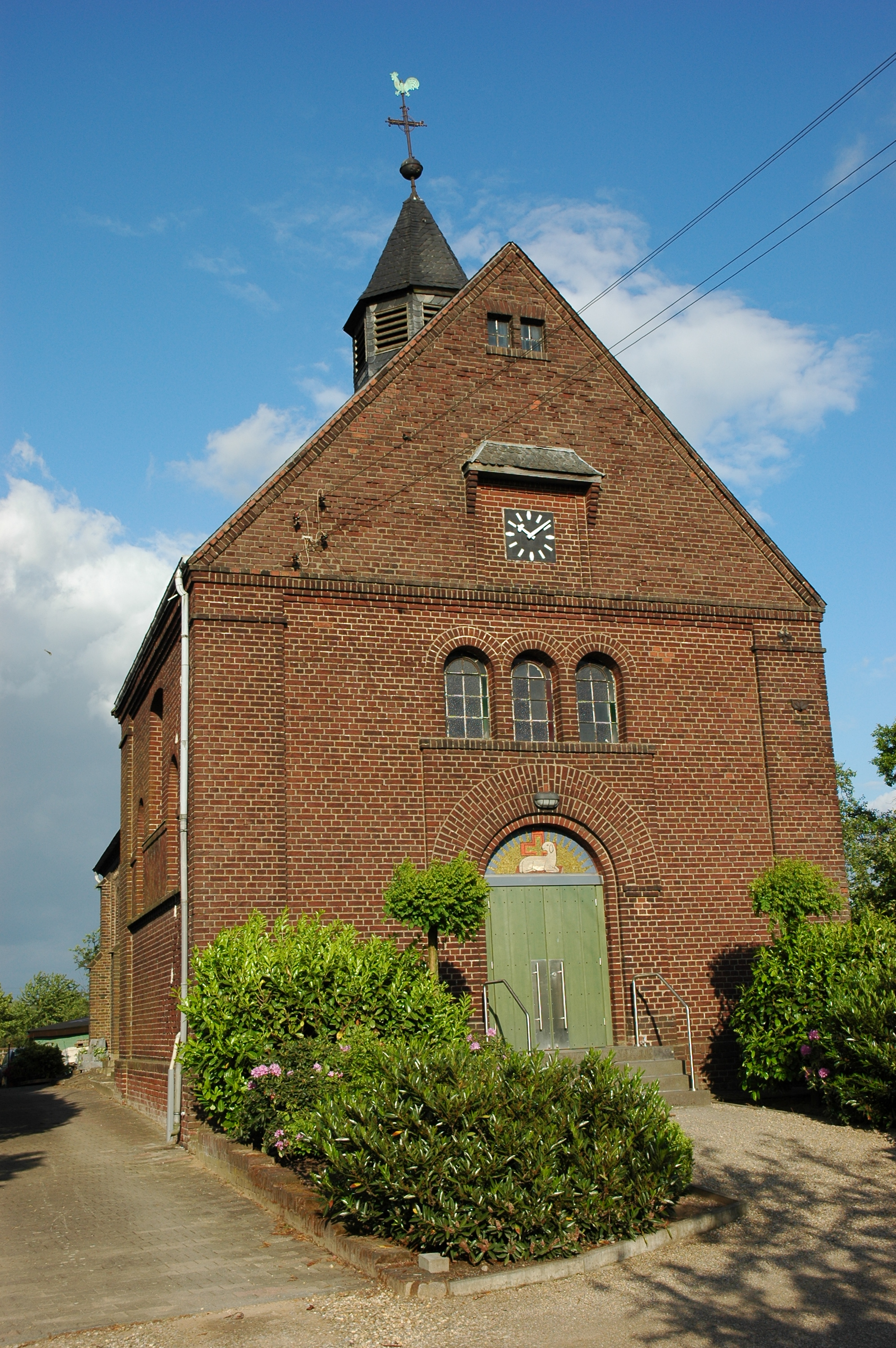
Die Kapelle von Westen
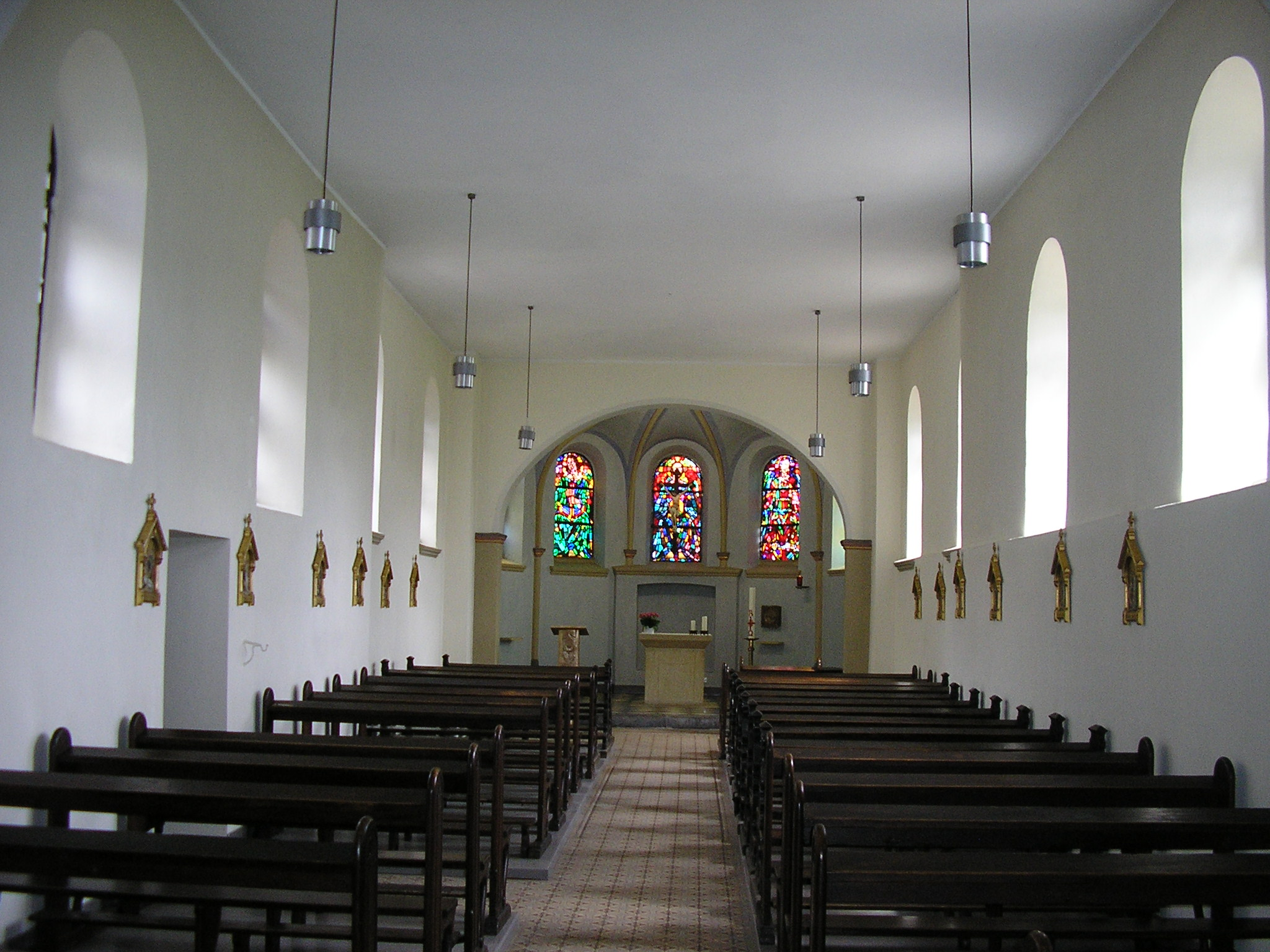
Blick ins Langhaus
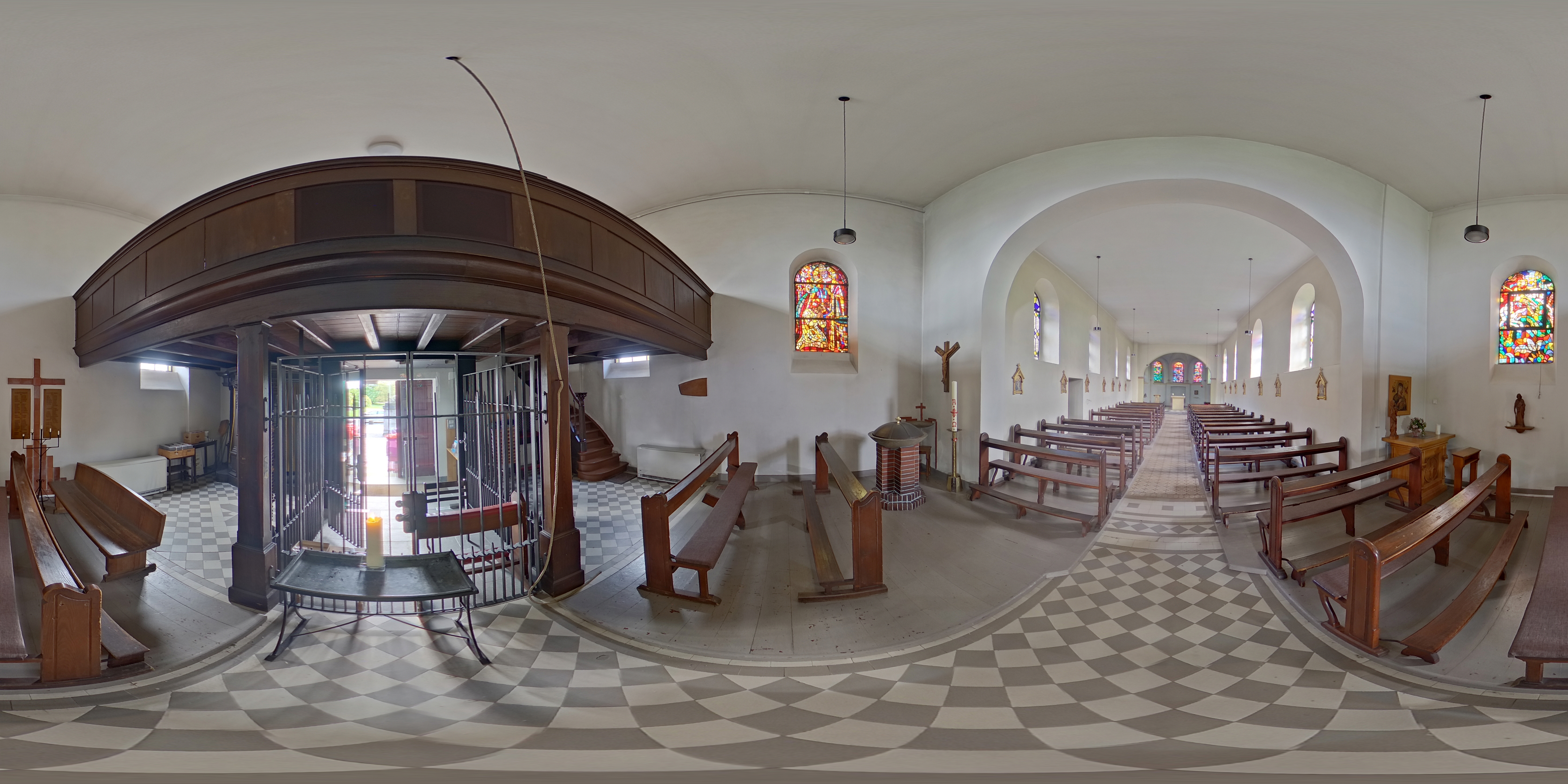
Innenraum in 360°-Ansicht